# Губкінський ГПЗ – Муравленківський ГПЗ – Ноябрьськ
Губкінський ГПЗ – Муравленківський ГПЗ – Ноябрьськ – трубопровід, призначений для транспортування зріджених вуглеводневих газів (ЗВГ).
Первісно вилучену на Губкінському та Муравленківському газопереробних заводах фракцію С3+ (у російській термінології відома як широка фракція легких вуглеводнів, ШФЛУ) видавали через перемички до конденсатопроводу Уренгой – Сургут. Нарешті, у другій половині 2000-х узялись за спорудження спеціалізованого  продуктопроводу довжиною 210 км та діаметром 273 мм, який призначений для транспортування ШФЛУ до міста Ноябрьськ. В 2009-му стала до ладу ділянка Муравленківський ГПЗ – Ноябрьськ, а в 2011-му ввели в дію ділянку Губкінський ГПЗ – Муравленківський ГПЗ довжиною 124 км.   
Кінцевим пунктом продуктопроводу є введена в експлуатацію у 2011 році Ноябрьська наливна естакада, яка забезпечує відправку ШФЛУ залізничним транспортом та має річну пропускну здатність у 1,5 млн тон на рік (пропускна здатність продуктопроводу Губкінський ГПЗ – Муравленківський ГПЗ – Ноябрьськ становить лише 0,8 млн тон на рік, проте до естакади також вивели продуктопровід Вингапуровський ГПЗ – Ноябрьськ). А вже з 2014-го постачена до Ноябрьська ШФЛУ може закачуватись у ще один спеціалізований продутопровід Пуровськ – Ноябрьськ – Південний Балик – Тобольськ.